# Reserva Natural Tigrovaya Balka
A Reserva Natural Tigrovaya Balka é uma área protegida no sudoeste do Tajiquistão, situada perto da fronteira com o Afeganistão, onde o rio Vakhsh e o rio Panj se unem para formar o Amu Daria. A reserva tem 40 km de sudoeste a nordeste. Fica na região de Khatlon.
As florestas de tugay da Reserva Natural Tigrovaya Balka foram inseridas pela UNESCO em 2023 na lista do Património Mundial.

## Descrição
Com 460 km², a reserva foi descrita pelo WWF como a mais importante reserva na Ásia Central, devido à sua grande extensão e diversidade ecológica. É de grande importância para espécies raras de tugay, que são ecossistemas ripícolas.
A altitude na reserva pode chegar a aproximadamente 1200 m. O clima é continental e seco, os vários habitats de Tigrovaya Balka compreendem semidesertos, savanas - como pradarias com árvores de pistáquio e vegetação dos tugay com choupos, Elaeagnus angustifolia e ervas altas.

## Fauna
A área era um dos últimos baluartes do tigre-do-cáspio, cujos vestígios foram vistos na reserva pela última vez em 1953. Hoje em Tigrovaya Balka habita a antiga presa principal original do tigre, o raro veado-bactriano. Outras espécies grandes da reserva são a hiena-listada, o chacal-dourado, os gatos-silvestres, javalis, gazelas-persas, porcos-espinhos, e as introduzidas lontras, lobos-cinzentos, raposas-vermelhas e os uriais.
| Imagem: florestas de tugay da Reserva Natural Tigrovaya Balka | A Reserva Natural Tigrovaya Balka inclui as sítio "florestas de tugay da Reserva Natural Tigrovaya Balka", Património Mundial da UNESCO. |  |